# Башмачок кентуккийский
Башмачо́к кентуккийский (лат. Cypripedium kentuckiense) — вид травянистых растений секции Cypripedium, рода Cypripedium, семейства Орхидные.
Относится к числу охраняемых видов (II приложение CITES).
В 1977 году был описан без латинского диагноза, как Cypripedium daultonii. Соответственно, по формальным критерием (nomen nudum) не мог считаться научно описанным видом. В настоящее время Cypripedium daultonii входит в синонимию Cypripedium kentuckiense.

## Распространение и экология
Юго-Восток Северной Америки (штаты Алабама, Арканзас, Джорджия, Кентукки, Луизиана, Миссисипи, Оклахома, Теннесси, Техас, Виргиния).
От 0 до 400 метров над уровнем моря.
Пойменные леса, вблизи рек и ручьёв, а также в оврагах, на хорошо дренированных почвах.
Во время сильных дождей некоторые куртины башмачка кентуккийского могут оказываться под водой вышедших из берегов водоёмов. Почва в местах произрастания этого вида всегда сырая, часто песчаная. Как правило растения отмечаются под пологом леса, где получают только пятнистый солнечный свет.
Популяции крайне малочисленны и разрежены. В числе причин сокращения ареала: антропогенные воздействия на естественную среду обитания вида (сельское хозяйство, строительство водохранилищ, браконьерство, прокладка дорог); поедание дикими копытными.

## Ботаническое описание
Травянистые многолетники высотой 35—97 см.
Листья в количестве 3—6, широко-ланцетные или эллиптически овальные, на конце заострённые, 13—24 × 4.3—15 см.
Цветков 1—2.
Чашелистики зеленоватые или желтоватые с сетчатым рисунком тёмно-красно-коричневого цвета. Парус 61—126 × 24—65 мм. Лепестки спирально закрученные, линейные, 84—156 × 7—15 мм.
Губа обратнояйцевидной формы, (41—)53—65 мм, желтоватая или цвета слоновой кости. Отверстие 27—37 мм.
Цветение в апреле-июне.
Продолжительность цветения, около 2 недель.

## В культуре
Широко распространённый в культуре вид. Легко выращивается из семян.
Зоны морозостойкости: 4—9, по данным из других источников: 5a—8b, 3—7, 3—8.
Почва нейтральная или слегка кислая. pH почвы 6,0—7,5, согласно другому источнику: 6,1—7,8. Почвенная смесь должна быть воздухопроницаемой и хорошо дренированной. Один из рекомендуемых вариантов почвенной смеси: крупный песок 40—60 % и 40—60 % компоста.
Свет: от 2 до 3 часов прямого солнечного света рано утром и пятнистая тень остаток дня, но может выращиваться и на полном солнце. При избытке солнечного света листья обесцвечиваются и на них могут появляться светлые пятна.
Полив рекомендуется осуществлять в утренние часы. Это уменьшает вероятность появления гнилей (особенно у молодых и недавно посаженных растений).
Посадку молодых растений лучше производить в грунт с минимальным содержанием органики, глубина посадки должна быть какой, что бы от спящей почки до поверхности грунта было от 1,5 до 2 см.
Башмачок кентуккийский цветёт позже Cypripedium reginae. Может оставаться зелёным до ноября.

## Грексы созданные с участием Башмачка кентуккийского
По данным The International Orchid Register, на январь 2012 года.
- Cleo Pinkepank H.Pinkepank, 1998 (= Cypripedium kentuckiense × Cypripedium macranthos var. hotei-atsumorianum)
- Delphine J.Moors, 2009 (= Cypripedium kentuckiense × Cypripedium franchetii)
- Dietrich W.Frosch, 2003 (= Cypripedium calceolus × Cypripedium kentuckiense)
- Francis O.F.Robinson, 2001 (= Cypripedium kentuckiense × Cypripedium macranthos var. speciosum)
- Gabriela W.Frosch, 2003 (= Cypripedium fasciolatum × Cypripedium kentuckiense)
- Hilda O.F.Robinson, 2001 (= Cypripedium kentuckiense × Cypripedium ventricosum)
- Irene W.Frosch, 2006 (= Cypripedium reginae × Cypripedium kentuckiense)
- Ivory Gartenorchideen-Koch, 2008 (= Cypripedium cordigerum × Cypripedium kentuckiense)
- Johanna O.F.Robinson, 2003 (= Cypripedium kentuckiense × Cypripedium corrugatum)
- Julie Ann P.Keisling, 2004 (= Cypripedium kentuckiense × Cypripedium calcicola)
- Kathleen Anne Green C.Whitlow, 1992 (= Cypripedium kentuckiense × Cypripedium henryi)
- Late Delight O.Vossler, 2009 (= Cypripedium kentuckiense × Cypripedium flavum)
- Lois O.F.Robinson, 2003 (= Cypripedium kentuckiense × Cypripedium macranthos var. taiwanianum)
- Lothar Pinkepank H.Pinkepank, 2005 (= Cypripedium parviflorum var. pubescens × Cypripedium kentuckiense). Зоны морозостойкости: 4—8[7].
- Lucy Pinkepank H.Pinkepank, 1998 (= Cypripedium kentuckiense × Cypripedium tibeticum)
- Mike O.F.Robinson, 2003 (= Cypripedium kentuckiense × Cypripedium ventricosum {nothovar} virescens)
- Olli K.D.Schmidt, 2011 (= Cypripedium Lothar Pinkepank × Cypripedium kentuckiense)
- Philipp W.Frosch, 1996 (= Cypripedium macranthos × Cypripedium kentuckiense)
- Rascal C.Whitlow, 1990 (= Cypripedium kentuckiense × Cypripedium parviflorum)
- Robin Lee P.Keisling, 2000 (= Cypripedium farreri × Cypripedium kentuckiense)